# Ernst Friedrich Richter

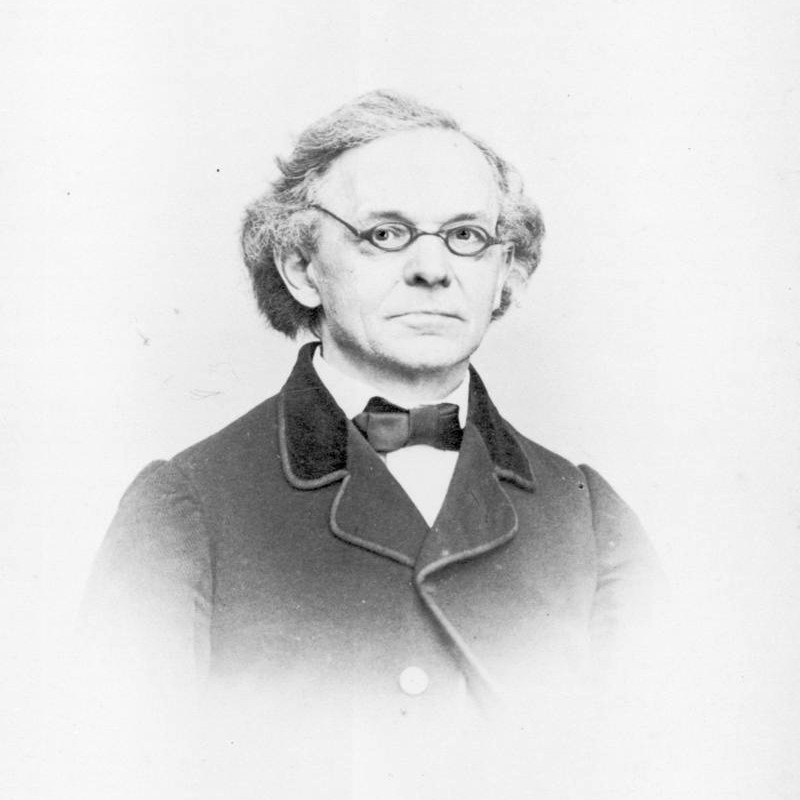
Ernst Friedrich Richter um 1860

Ernst Friedrich Eduard Richter (* 24. Oktober 1808 in Großschönau; † 9. April 1879 in Leipzig) war Thomaskantor 1868–1879 und Professor am Konservatorium Leipzig sowie Musikdirektor an der Universität Leipzig. Sein Sohn war der Komponist Alfred Richter.

## Leben
Ernst Friedrich Richter studierte ab 1831 zunächst Theologie in Leipzig, wandte sich aber bald ganz der Musik zu.
Im Jahr 1843 wurde Richter als Lehrer für Harmonielehre und Komposition am Königlichen Konservatorium für Musik zu Leipzig angestellt. Damit war er neben Felix Mendelssohn Bartholdy und Robert Schumann einer der ersten sechs ordentlichen Lehrer dieses Instituts. Von 1843 bis 1847 leitete er auch die Leipziger Sing-Akademie, wurde 1851 Organist an der Peterskirche, 1862 an der Neukirche und 1863 an der Nikolaikirche. Hier konnte er auf der gerade neuen Ladegast-Orgel viele seiner Kompositionen vortragen. Damit prägte er sechs Jahre lang die Kirchenmusik an St. Nikolai bis zu seiner Berufung als Thomaskantor nach dem Tod Moritz Hauptmanns (1792–1868), der diesen Posten zuvor ausgeübt hatte.
Gleichzeitig wurde Richter zum Professor am Konservatorium ernannt, und die Universität verlieh ihm den Titel des Universitäts-Musikdirektors. Damit war Richter jetzt Musik-Direktor und Kantor an der Thomasschule sowie am Konservatorium zuständig für Harmonie- und Kompositionslehre, Orgelspiel und Analyse klassischer Kompositionen.
Ernst Friedrich Richter stand in seiner Auffassung auf dem Boden der alten Generalbasstheorie und verband diese mit der Stufentheorie. Das konnte aber den vielen harmonischen Neuerungen der damaligen Gegenwartskunst nicht mehr gerecht werden.
Zeitzeugen urteilen über Richter: „Sein Unterricht betonte mehr die praktische Seite der theoretischen Unterweisung und vermied Spekulationen. Sachlich, ohne überflüssige Rhetorik, für jeden verständlich, erklärte er die harmonischen Gesetzmäßigkeiten und verfolgte dabei das Ziel, möglichst alle, auch die weniger Begabten, zum Erfolg zu führen. Richter lehrte systematisch, von Grund auf, und vertrat nicht, wie manche seiner zeitgenössischen Kollegen, die Ansicht, dass die Studenten sofort, ohne in den strengen Satz eingeführt worden zu sein, mit der Komposition beginnen sollten.“ (Reisaus, J.: 1993, 65)
Richters namhaftester Schüler war der spätere Musikwissenschaftler Hugo Riemann. Als Komponist schrieb er Messen, Motetten und daneben weit verbreitete Theoriebücher.
Ernst Friedrich Richter war Vater des Pianisten und Komponisten Alfred Richter (1846–1919) sowie des Bach-Forschers Bernhard Friedrich Richter.

## Werke
- Die Grundzüge der musikalischen Formen und ihre Analyse (1852)  (Digitalisat in der Google-Buchsuche).
- Lehrbuch der Harmonie (1853) (Digitalisat in der Google-Buchsuche).
- Lehrbuch der Fuge (1859)  (Digitalisat in der Google-Buchsuche).
- Katechismus der Orgel (1868) (Digitalisat in der Google-Buchsuche).
- Lehrbuch des einfachen und doppelten Kontrapunkts (1872) (Digitalisat).

## Kompositionen
Richter komponierte Psalmen für Chor und Orchester, Motetten, zwei Messen, ein Stabat mater, Lieder, Klavier- und Orgelstücke und Streichquartette, darunter:
- Oratorium Christus der Erlöser (aufgeführt 8. März 1849)
- Hymne zur Jubelfeier der Erfindung der Buchdruckerkunst
- Cantate zur Schillerfeier (1859)
- Gebet für Sopran und Alt mit Orgel
- Sechs Hymnen für Alt oder Mezzosopran mit Quintettbegleitung
- Ouverture für großes Orchester

Mit Opusnummern:
- 126. Psalm mit Orchester, Opus 10
- 116. Psalm mit Orchester, Opus 16
- 131. Psalm mit Orchester, Opus 17
- Hymne Heilig und hehr, für Chor und Orchester, Opus 8
- Ecce quomodo moritur für Chor und Orchester, Opus 57
- Drei Motetten, Opus 22
- Vier achtstimmige Motetten (Psalmen 100, 95, 114, 7), Opus 36
- Drei Motetten, Opus 40
- Psalm 22, Opus 42
- Motette Herr, höre mein Gebet (doppelchörig), Opus 45
- Psalm 68 (doppelchörig), Opus 56
- Motette Wie lieblich sind deine Wohnungen, für Männerstimmen, Opus 38
- Missa, vierstimmig, Opus 44
- Missa, doppelchörig, Opus 46
- Salvum fac regem, Opus 23
- Stabat Mater, Opus 47
- Agnus Dei, zwölfstimmig, Opus 49
- Sechs geistliche Gesänge, sechsstimmig, Opus 50
- 40 vierstimmige geistliche Gesänge für gemischte Stimmen: Opus 24, 41, 43, 52, 53, 54 und 55
- Fünf geistliche Gesänge für Männerstimmen, Opus 32 und 39
- Dithyrambe von Schiller für Chor und Klavier, Opus 48
- 16 Lieder für gemischte Stimmen, Opus 12, 14 und 18
- 10 Lieder für Männerstimmen, Opus 1 und 51
- 16 Lieder für eine Stimme mit Klavier, Opus 9, 11 und 15
- Acht zweistimmige Lieder mit Klavier, Opus 13 und 35
- Streichquartett e-Moll, Opus 25
- Sonate für Clavier und Violine a-Moll, Opus 26
- Sonate für Clavier und Cello A-Dur, Opus 37
- Variationen über ein Originalthema, Klavier vierhändig, Opus 34
- Sechs Klavierstücke, vierhändig, Opus 58
- Klaviersonate cis-Moll, Opus 27
- Klaviersonate Es-Dur, Opus 33, 19
- Drei Präludien und Fugen, Opus 21
- Sechs Trios oder Choralvorspiele, Opus 20
- Drei Trios oder Choralvorspiele, Opus 29
- Präludium zum Chorale: Gott des Himmels und der Erden

## Nachlass
Ein Teil des musikalischen Nachlasses von Ernst Friedrich Richter (Umfang: 61 Katalognummern) wird in der Sächsischen Landesbibliothek – Staats- und Universitätsbibliothek Dresden aufbewahrt. Weitere Teilnachlässe befinden sich im Bach-Archiv und in der Stadtbibliothek Leipzig.

## Porträt
- Fotografie von Georg Brokesch, Leipzig, Kabinettformat (?), undatiert, Objektdatenbank des Stadtgeschichtlichen Museums Leipzig, online